# Польское стоматологическое общество
Польское стоматологическое общество (пол. Polskie Towarzystwo Stomatologiczne) — польское научное общество, основанное в 1951 году по инициативе Учёного совета Министерства здравоохранения и соцобеспечения Польши (пол. Rada Naukowa przy Ministerstwie Zdrowia i Opieki Społecznej).
Согласно Уставу, целью Общества является развитие, распространение и популяризация научных знаний в области стоматологии; повышение профессионального уровня стоматологов и медицинского персонала; развитие и поддержание профессиональной этики медицинского сообщества; сотрудничество с другими организациями в вопросах профессиональной стоматологии.
В состав Общества входят 30 региональных филиалов и 8 научных секций.
Общество активно участвует в работе по реформированию и развитию стоматологии в Польше. В рамках поддержки научной деятельности Общество ежегодно присуждает премии за лучшие работы, опубликованные в его научных журналах «Journal of Stomatology» и «Protetyka Stomatologiczna».
За особые заслуги перед Обществом и за выдающиеся научные достижения в области стоматологии, Общество присуждает ряд наград, в том числе: «Медаль за заслуги перед польской стоматологией» (пол. Medal Za Zasługi Dla Stomatologii Polskiej), почётные знаки — золотой и серебряный, а также звания заслуженного и почётного члена Общества.
Общество является членом «Ассоциации польских медицинских обществ» и ряда международных научных обществ, в том числе: «Международной стоматологической организации» (англ. Federation Dentaire Internationale), «Международной организации по профилактике кариеса путём фторирования» ((англ. European Organisation for Caries Research), «Международного общества детской стоматологии» (англ. International Association of Dentistry for Children), «Международной научно-исследовательской ассоциации фундаментальных медицинских и стоматологических наук» (англ. European Regional Organization of the World Dental Federation).
Председателем Общества является доктор наук, профессор Marzena Dominiak.
Актуальная информация о деятельности Общества публикуется на сайте www.pts.net.pl.